# 생물학철학
생물학철학, 생물철학, 생물학의 철학(Philosophy of biology)은 생물 및 생물 의학의 인식론적, 형이상학적, 윤리적 문제를 다루는 과학철학의 하위 분야이다. 일반적으로 과학철학자와 철학자들은 오랫동안 생물학에 관심을 가져왔지만(예: 아리스토텔레스, 데카르트, 칸트) 생물학 철학은 데이비드 헐의 연구와 관련하여 1960년대와 1970년대에 와서야 독립적인 철학 분야로 등장했다. 그 후 과학철학자들은 1930년대와 1940년대의 신다윈주의(Neodarwinism)의 대두부터 1953년 DNA 구조의 발견, 보다 최근의 유전공학 발전에 이르기까지 생물학에 점점 더 많은 관심을 기울이기 시작했다. 다른 주요 아이디어로는 모든 생명 과정을 생화학적 반응으로 축소하고 심리학을 더 넓은 신경과학에 통합하는 것이 있다.

## 같이 보기
자기생산
생물기호학
과학철학